# 置换的奇偶性

Permutations of 4 elements
Odd permutations have a green or orange background. The numbers in the right column are the inversion numbers, which have the same parity as the permutation.

在数学中，当X是一个至少有两个元素的有限集合时，X的置换（即从X到X的双射）可分为大小相同的两类：奇置换与偶置换。如果X固定了任何一个全序，X的一个置换{\displaystyle \sigma }的奇偶性可以定义为{\displaystyle \sigma }中反向对个数的奇偶性。所谓反向对即X中二元组{\displaystyle x,y}使得{\displaystyle x<y}且{\displaystyle \sigma (x)>\sigma (y)}。这里{\displaystyle \sigma (x)}为置换{\displaystyle \sigma }中第{\displaystyle x}位的元素。
一个置换{\displaystyle \sigma }的符号（sign或signature）记作sgn(σ)：如果{\displaystyle \sigma }是偶数则定义为 +1，如果{\displaystyle \sigma }是奇数则定义为 -1。符号定义了对称群Sn的交错特征。置换的符号另一个更一般的符号为列维-奇维塔符号（{\displaystyle \epsilon _{\sigma }}），定义在X到X的所有映射上，而在非双射映射上取值为0。
置换的符号可以清晰地表达为
{\displaystyle \operatorname {sgn}(\sigma )=(-1)^{N(\sigma )}}
这里{\displaystyle N(\sigma )}是{\displaystyle \sigma }中反向对的个数。或者，置换{\displaystyle \sigma }的符号也可通过对换分解定义为
{\displaystyle \operatorname {sgn}(\sigma )=(-1)^{m}}
这里m是分解中对换的个数。尽管这样一个分解不是惟一的，所有分解中对换个数的奇偶性是相同的，蕴含着置换的符号是良定义的。

## 例子
考虑集合{1,2,3,4,5}的置换σ，它将初始排列12345变为34521。可以通过三个对换得到：首先交换1和3的位置，然后交换2和4，最后交换1和5。这证明了给定的置换σ是奇的。利用置换一文中的记号，我们可写成
{\displaystyle \sigma ={\begin{pmatrix}1&2&3&4&5\\3&4&5&2&1\end{pmatrix}}={\begin{pmatrix}1&3&5\end{pmatrix}}{\begin{pmatrix}2&4\end{pmatrix}}={\begin{pmatrix}1&5\end{pmatrix}}{\begin{pmatrix}2&4\end{pmatrix}}{\begin{pmatrix}1&3\end{pmatrix}}}。
有无穷种方式将σ写成换位的复合，例如
{\displaystyle \sigma =(23)(12)(24)(35)(45),\;}
但是不可能将其写为偶数个换位的复合。

## 性质
恒同置换是偶置换。一个偶置换可以由恒同置换通过偶数次两个元素互换（称为对换）得到，而一个奇置换可由奇数次对换得到。
由整数加法相应的法则马上得到下列性质：
- 两个偶置换的复合是偶的
- 两个奇置换的复合是偶的
- 一个奇置换与偶置换的复合是奇的

由此得到
- 任何偶置换的逆是偶的
- 任何奇置换的逆是奇的

考虑集合{1,...,n}的所有置换之对称群Sn，我们可总结为映射
{\displaystyle \operatorname {sgn} :S_{n}\to \{-1,1\}}
将每个置换映为其符号是一个群同态。
进一步，我们见到偶置换组成Sn的一个子群。这就是n个字母上的交错群，记作An。它是符号同态的核。奇置换不能组成一个子群，因为两个奇置换的复合是偶置换，但它们是An（在Sn中）的一个陪集。
如果n>1，则Sn中偶置换与奇置换一样多；从而An包含n!/2个置换。（原因：如果σ是偶的，则 (12)σ是奇的；如果σ是奇的，则 (12)σ是偶的；这两个映射互逆。）
一个轮换是偶的当且仅当它的长度是奇的。这得自如下类似公式
(a b c d e) = (a e) (b e) (c e) (d e)
特别地，为了确定给定的置换是偶的还是奇的，将它写成不交轮换的乘积。这个置换是奇的当且仅当这个分解包含奇数个偶长度的轮换。
每个奇数阶置换必须是偶的；反之一般不成立。

## 两个定义的等价性

### 证明一
任意置换可以由一列对换产生：对第一个对换我们将置换的第一个元素放到它恰当的位置，第二个对换放第二个元素，等等。给定一个置换σ，我们可用无数种方式将其写成对换之积。我们要证明所有这样一个分解，要么都有偶数个对换，要么有奇数个对换。
假设我们有两个这样的分解：
σ = T'1 T'2 ... T'k'
σ = Q'1 Q'2 ... Q'm'
我们要证明k'与m'要么都是偶的，要么都是奇的。
每个对换可以写成奇数个相邻元素的对换之乘积，例如
(2 5) = (2 3)(3 4)(4 5)(4 3)(3 2)
如果我们将上面的T'1...T'k'与Q'1...Q'm'中每个对换作这样的分解，我们得到一个新的分解：
σ = T1 T2 ... Tk
σ = Q1 Q2 ... Qm
这里所有T1...Tk Q1...Qk是相邻对换，k − k'是偶数，m − m'是偶数。
现在将T1的逆与σ复合。T1是两个相邻数 (i, i + 1)的对换，所以与σ相比，新置换σ(i, i + 1)恰好少一个（若 (i,i + 1)是σ的反向对）或多一个反向对（若 (i,i + 1)不是σ的反向对）。然后以相同的方法应用到T2, T3, ... Tk的逆，“消解”了置换σ。最后我们得到了恒同置换，它的N是零，这意味着首先的N(σ)减去k是偶数。
对另一个置换Q1...Qm我们对同样的事情，从而首先的N(σ)减去m是偶数 
这样m − k是偶数，这就是我们要证明的。
现在我们可以定义置换σ是偶的，如果N(σ)是偶数；是奇的，如果N(σ)是奇数。这与首先给出的定义相同，但现在清晰地看到每个置换不是偶的就是奇的。

### 证明二
另一个证明利用多项式
{\displaystyle P(x_{1},\ldots ,x_{n})=\prod _{i<j}(x_{i}-x_{j}).\;}
例如在n = 3的情形，我们有
{\displaystyle P(x_{1},x_{2},x_{3})=(x_{1}-x_{2})(x_{2}-x_{3})(x_{1}-x_{3}).\;}
现在对{1,...,n}的一个给定置换σ，我们定义
{\displaystyle \operatorname {sgn} (\sigma )={\frac {P(x_{\sigma (1)},\ldots ,x_{\sigma (n)})}{P(x_{1},\ldots ,x_{n})}}}。
因为多项式{\displaystyle P(x_{\sigma (1)},\dots ,x_{\sigma (n)})}与{\displaystyle P(x_{1},\dots ,x_{n})}除了符号之外它们的因子相同，从而sgn(σ)不是 +1就是−1。从而如果σ与τ是两个置换，我们有
{\displaystyle \operatorname {sgn} (\sigma \tau )={\frac {P(x_{\sigma (\tau (1))},\ldots ,x_{\sigma (\tau (n))})}{P(x_{1},\ldots ,x_{n})}}}
{\displaystyle ={\frac {P(x_{\sigma (1)},\ldots ,x_{\sigma (n)})}{P(x_{1},\ldots ,x_{n})}}\cdot {\frac {P(x_{\sigma (\tau (1))},\ldots ,x_{\sigma (\tau (n))})}{P(x_{\sigma (1)},\ldots ,x_{\sigma (n)})}}}
{\displaystyle =\operatorname {sgn} (\sigma )\cdot \operatorname {sgn} (\tau )}
有此定义之后，显然任何两个相邻元素的对换有符号−1，这样我们事实上重新得到了早先定义的符号。

### 证明三
第三个证明利用群Sn一个呈示，使用生成元为{\displaystyle \tau _{1},\dots ,\tau _{n-1}}，关系为 
- {\displaystyle \tau _{i}^{2}=1} 对所有i，
- {\displaystyle \tau _{i}\tau _{i+1}\tau _{i}=\tau _{i+1}\tau _{i}\tau _{i+1}}  对所有i < n − 1，
- {\displaystyle \tau _{i}\tau _{j}=\tau _{j}\tau _{i}}  如果 |i − j| ≥ 2。

这里生成元{\displaystyle \tau _{i}}表示对换 (i, i + 1)。所有的关系将一个词的长度保持或改变2。从一个偶数长词开始使用这些关系后总得到偶数长词，对奇数长词也类似。从而可以毫无歧义地称Sn中由偶数长词表示的元素是偶的，由奇数长词表示的元素是奇的。